# Arisaema lihengianum
Arisaema lihengianum är en kallaväxtart som beskrevs av Jin Murata och S.K.Wu. Arisaema lihengianum ingår i släktet Arisaema och familjen kallaväxter. Inga underarter finns listade.